# S・E・ジャラ
S・E・ジャラ (S. E. Diarra) として知られた、セイドゥ・エリマヌ・ジャラ（Seydou Elimane Diarra、1933年11月23日 - 2020年7月19日）は、2000年と2003年から2005年にかけての2回、コートジボワールの首相を務めたコートジボワールの政治家。

## 経歴
ジャラは、1933年11月23日にカティオラに生まれた。政府の一員となる前には、欧州経済共同体やブラジルへ大使として派遣され、また、コートジボワール商工会議所の会頭も務めた。1999年12月の軍事クーデターの後、彼は2000年1月4日に、政権移行のための大統領であったロベール・ゲイから、計画、開発、政府協力を担当する国務大臣に任じられた。次いで彼は、2000年5月から10月にかけて、首相となった。
2003年2月、彼は再び首相に任命された。これは2002年から2003年にかけての第1次コートジボワール内戦を終結させるための取り組みの一環であり、彼が広く中立的な人物と目されていたためであったが、ローラン・バグボ大統領の支持者たちは、2004年に反乱軍の武装解除に失敗して政権が打撃を受けたにもかかわらず、ジャラが反乱軍に対して強硬な姿勢を取らなかったことを非難した。
2005年12月5日、アフリカ連合の仲介者たちは声明を出し、12月7日をもってシャルル・コナン・バニーがジャラに代って首相となることを発表した。

## 死
ジャラは、2020年7月19日に、アビジャンにおいて、86歳で死去した。